# Harold McMunn
Harold Edgar McMunn (né le 6 octobre 1902 - mort le 5 février 1964 à Winnipeg province du Manitoba) est un joueur canadien de hockey sur glace.

## Carrière de joueur
En 1922-1923, il joue pour les Falcons de Winnipeg dans la Manitoba Hockey League et est le meilleur pointeur de l'équipe avec seize buts et dix aides alors que son équipe se classe à la première place de la ligue. Il a remporté à la Coupe Allan avec les Granites de Toronto. L'équipe a été choisie pour représenter le Canada aux Jeux olympiques de 1924. Elle a remporté l'or.

## Statistiques
| Saison  | Équipe              | Ligue |    | Saison régulière | Saison régulière | Saison régulière | Saison régulière | Saison régulière |   | Séries éliminatoires | Séries éliminatoires | Séries éliminatoires | Séries éliminatoires | Séries éliminatoires |
| Saison  | Équipe              | Ligue | PJ | B                | A                | Pts              | Pun              | PJ               | B | A                    | Pts                  | Pun                  |                      |                      |
| 1926-27 | Maroons de Winnipeg | CHL   | 23 | 2                | 2                | 4                | 4                |                  |   |                      |                      |                      |                      |                      |